# Bahnhof Mbeya
Der Bahnhof Mbeya ist der Bahnhof der tansanischen Stadt Mbeya im Südwesten des Landes.

## Geschichte
Der Bahnhof von Mbeya wurde gemeinsam mit der Bahnlinie in den 1970er Jahren errichtet. Er wurde durch chinesische Firmen gebaut. Er wird sowohl im Güter- wie im Personenverkehr genutzt.

## Anbindung

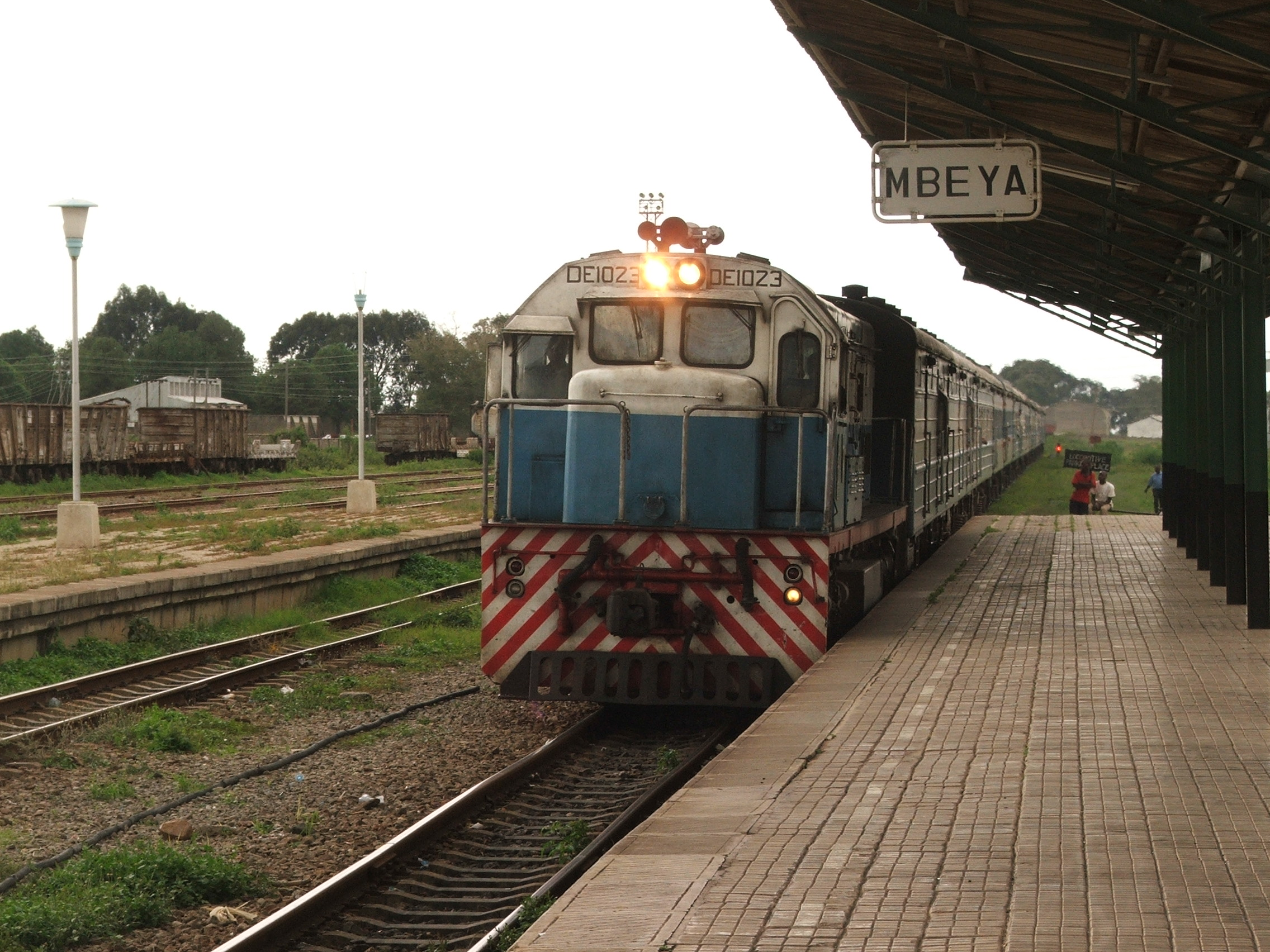
Einfahrender Fernzug am Bahnsteig

Der Bahnhof Mbeya liegt an der Tazara-Linie, auf der wöchentlich zwei Zugpaare von Daressalam nach Kapiri Mposhi in Sambia verkehren. Die Abfahrten nach Daressalam sind Mittwoch 14:28 Uhr und Samstag 15:00 Uhr, nach Sambia Mittwoch 14:40 Uhr und Samstag 13:23 Uhr.
Der Bahnhof ist an das öffentliche Stadtverkehrsnetz angeschlossen.

## Lage
Der Bahnhof befindet sich in der Innenstadt von Mbeya. Die Stadt Mbeya weist ca. 540.000 Einwohner (Stand: Dezember 2024) auf und ist Sitz der Verwaltung der Region Mbeya. Aufgrund der geringeren Nutzung des Bahnhofes ist er eher strukturschwach ausgelegt. Es befinden sich Kundenservice, Verkaufs- und Infostellen von Tazara sowie einige Einzelhändler und Gastronomen im Bahnhof. Er ist nicht barrierefrei.